# Microhadjelia spiralis
Espèce
Synonymes
- Cyrnea spiralis Mawson, 1968 (protonyme)

Microhadjelia spiralis est une espèce de nématodes de la famille des Habronematidae. Il parasite certains oiseaux d'Australie.

## Hôtes
On a trouvé Microhadjelia spiralis chez les oiseaux suivants : le Coucou de Horsfield (Chrysococcyx basalis), l'Échenilleur à masque noir (Coracina novaehollandiae), l'Échenilleur de Lesueur (Lalage sueurii), le Siffleur doré (Pachycephala pectoralis), le Cinclosome cannelle (Cinclosoma cinnamomeum), le Polochion couronné (Philemon argenticeps), le Méliphage à oreillons bleus (Entomyzon cyanotis), le Méliphage à plumet noir (Lichenostomus plumulus) et le Loriot sagittal (Oriolus sagittatus).

## Taxinomie
L'espèce est décrite en 1968 par Patricia M. Mawson sous le protonyme de Cyrnea spiralis, et placée dans le sous-genre Procyrnea. En 1986, Mawson publie avec Angel et Edmonds une liste de vers parasitant les oiseaux australiens, dans laquelle les auteurs déplacent l'espèce vers le genre Microhadjelia.